# Estación de Errekalde
Errekalde es una estación ferroviaria situada en el barrio donostiarra homónimo, en la avenida de Recalde (Antigua N-I), bajo la zona industrial Belarza. Pertenece a la empresa pública Euskal Trenbide Sarea, dependiente del Gobierno Vasco. Da servicio a la línea del metro de San Sebastián, denominada popularmente el Topo y a la línea de cercanías San Sebastián-Bilbao, ambas del operador Euskotren Trena.

## Accesos
- Camino de Errotazar
- Avenida Recalde (lado sur)
- Vía verde a Lasarte